# إدارة الأزمات

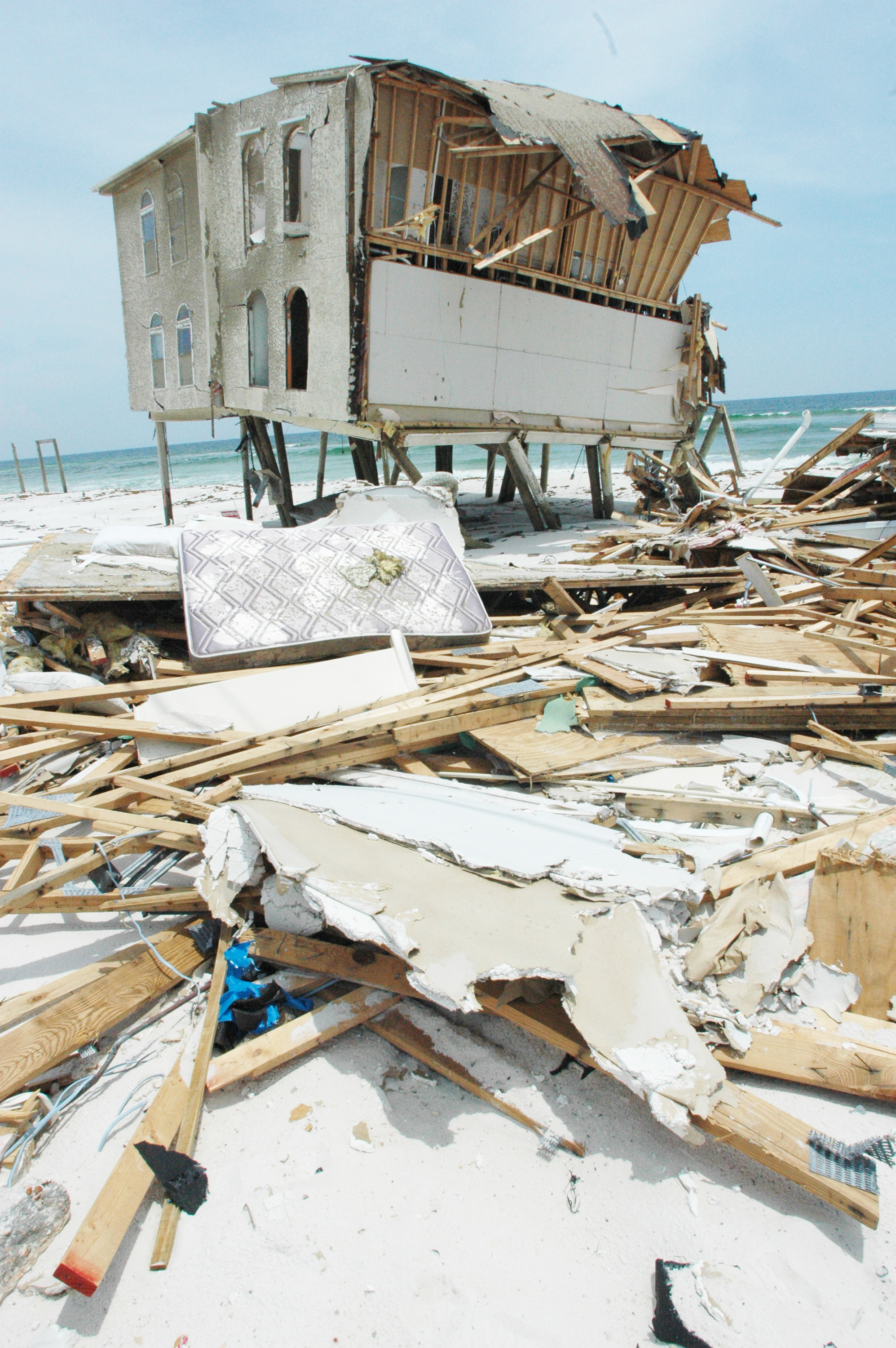

إدارة الأزمات (بالإنجليزية: Crisis Management)‏ الاستعداد لما قد يحدث والتعامل مع ما حدث. لا يخفى على المتابع لسير الأحداث خاصة السياسية منها  وما للأزمات بكل أنواعها من دور في تاريخ الشعوب والمجتمعات سواء على صعيد الهدم أو البناء، وقراءة متأنية لدور الأزمة بشكل عام يفضي بنا إلى تلمس خيط يقودنا إلى حقيقة مفادها أن المجتمعات التي اعتمد الهرم القيادي فيها على فرق خاصة وكفاءة في التعامل مع الأزمات كانت أصلب عودًا وأكثر على المطاوعة والاستمرار من قريناتها التي انتهجت أسلوبًا مغايرًا تمثل بالتصدي المرتجل والتعامل بطرق غير مدروسة سلفًا مع بؤر الصراع والتوتر ما أدى بالتالي إلى ضعفها وتفككها، فالأزمات الظاهرة ترافق سائر الأمم والشعوب في جميع مراحل النشوء والارتقاء والانحدار.
في الأحداث التاريخية الكبرى نجد أنه بين كل مرحلة ومرحلة جديدة ثمة أزمة تحرك الأذهان وتشعل الصراع وتحفز الإبداع وتطرق فضاءات بكر تمهد السبيل إلى مرحلة جديدة، غالبا ما تستبطن بوادر أزمة أخرى وتغييرًا مقبلا آخر، وكان لنمو واتساع المجتمعات ونضوب الموارد المتنوعة وشدة المنافسة السياسية والاقتصادية الكلمة الفصل في طول حياة الأزمات إلى حد أصبح تاريخ القرن السابق على سبيل المثال يشكل سلسلة من أزمات تتخللها مراحل قصيرة من الحلول المؤقتة، ومن هنا فقد نشأت أفكار جديدة من أجل دراسة وتحليل الأزمة ومحاولة الخروج منها بأقل الخسائر وتأخير الأزمة اللاحقة إن تعذر تعطيلها. وتعتبر الأزمة باعتبارها نقطة تحول، أو موقف 
مفاجئ يؤدي إلى أوضاع غير مستقرة، وتحدث نتائج غير مرغوب فيها، في وقت قصير، وتستلزم اتخاذ قرار محدد للمواجهة، في وقت تكون فيه الأطراف المعنية غير مستعدة أو غير قادرة على المواجهة.

## أصل التسمية والتعريف
اصول التسمية التاريخية
الأزمة مصطلح قديم ترجع أصوله التاريخية إلى الطب الإغريقي وتعني نقطة تحول بمعنى أنها لحظة قرار حاسمة في حياة المريض. وهي تطلق للدلالة على حدوث تغيير جوهري ومفاجئ في جسم الإنسان، لذلك فقد شاع استخدام هذا المصطلح في القرن السادس عشر في المعاجم الطبية، وتم اقتباسه في القرن السابع عشر للدلالة على ارتفاع درجة التوتر في العلاقات بين الدولة والكنيسة، وبحلول القرن التاسع عشر تواتر استخدامه للدلالة على ظهور مشكلات خطيرة أو لحظات تحوّل فاصلة في تطور العلاقات السياسية والاقتصادية والاجتماعية. ولقد استعمل المصطلح بعد ذلك في مختلف فروع العلوم الإنسانية وبات يعني مجموعة الظروف والأحداث المفاجئة التي تنطوي على تهديد واضح للوضع الراهن المستقر في طبيعة الأشياء، وهي النقطة الحرجة، واللحظة الحاسمة التي يتحدَّد عندها مصير تطور ما، إما إلى الأفضل، أو إلى الأسوأ.
التعريف
عبارة عن موقف يتصف بصفتين أساسيتين هما،
- - التهديد: حيث يشعر الأطراف فيها بأنهم لن يستطيعوا الحصول أو المحافظة على القيم والموارد أوالأهداف التي تمثل أهمية بالنسبة لهم.
  - ضغط الوقت: إدراك الأطراف المشاركة فيها لمقدار الوقت المتاح لتقصي الحقائق واتخاذ تصرف قبل بدء حدوث أو تصعيد الخسائر ويتأثر إدراك المدير للوقت المتاح للتعامل مع الأزمة بعوامل مثل: تعقد المشكلة، مستوى الاجتهاد، والضغط النفسي، إذا كلما زاد تعقد المشكلة زاد إحساس المدير بالضغط النفسي وزاد شعوره بضغط الوقت وكلما قلّل ذلك من درجة استجابته للأزمة.

تم إطلاق العديد من التعريفات على الأزمة بالنظر إلى طبيعة الشخص الذي أطلق التعريف ومهامة والمدرسة التي تخرج منها:
- يرى scher mehorn أن الأزمة الإدارية هي مشكلة غير متوقعة قد تؤدي إلى كارثة إن لم يجر حلها بصورة سريعة.
- عرفها (اللوزي) بأنها كل موقف أو حدث يؤدي إلى أحداث تغيرات إيجابية وجادة في النتائج وهي حدث أو تراكم لمجموعة من أحداث غير متوقع حدوثها تؤثر في نظام المؤسسة أو جزء منه وهي من الناحية العملية انقطاع عن العمل كليا أو جزئيا لمدة تطول أو تقصر لسبب معين يتبعها تأثر الكيان وتحوله.
- الدكتور نعيم إبراهيم الظاهر، [1] عرفها بأنها عبارة عن خلل يؤثر تأثيرا ماديا على النظام كله كما يهدد الافتراضات الرئيسية التي يقوم عليها النظام. وهي نتيجة نهائية لتراكم مجموعة من التأثيرات أو حدوث خلل مفاجئ يؤثر على المقومات الرئيسية للنظام وتشكل تهديدا صريحا وواضحا لبقاء المنظمة أو النظام نفسه.
- وزير خارجية الولايات المتحدة الأسبق هنري كيسنجر اعتبر الأزمة بأنهاعرض (Symptom) لوصول مشكلة ما إلى المرحلة التي تسبق مباشرة الانفجار، مما يقتضي ضرورة المبادرة بحلها قبل تفاقم عواقبها.
- عرّفها ألستار بوخان (Alastair Buchan) بأنها تحدٍ ظاهر أو رد فعل بين طرفين أو عدة أطراف، حاول كل منهم تحويل مجرى الأحداث لصالحه.
- كورال بل(Coral Bill) عرفها بإنها تعرفها بأنها ارتفاع الصراعات إلى مستوى يهدد بتغيير طبيعة العلاقات الدولية بين الدول.
- عرفها جبر على أنها تعني تهديدا خطرا متوقعا أو غير متوقع لأهداف وقيم ومعتقدات وممتلكات الأفراد والمنظمات والدول والتي تحد من عملية اتخاذ القرار.
- أما الشعلان فعرفها بأنها حالة توتر ونقطة تحول تتطلب قراراً ينتج عنه مواقف جديدة سلبية كانت أو إيجابية تؤثر على مختلف الكيانات ذات العلاقة.
- ويعرف قاموس رندام الأزمة بأنها ظرف انتقالي يتسم بعدم التوازن ويمثل نقطة تحول تحدد في ضوئها أحداث المستقبل التي تؤدي إلى تغيير كبير.
- معجم ويبستر فيعرف الأزمة بأنها نقطة تحول إلى الأفضل أو الأسوأ. وهي لحظة حاسمة، أو وقت عصيب، أي وضع وصل إلى مرحلة حرجة.
- يعرف بيبر (Bieber) الأزمة بأنها نقطة تحول في أوضاع غير مستقرة يمكن أن تقود إلى نتائج غير مرغوب فيها إذا كانت الأطراف المعنية غير مستعدة أو غير قادرة على احتوائها أو درء مخاطرها.
- وايضا يمكن أن تعرف ب - هي لحظة حرجة ونقطة تحول، أو موقف مفاجئ يؤدي إلى أوضاع جديدة تتسم بعدم الاستقرار، وتحدث نتائج غير مرغوب فيها، في وقت قصير، مما يستلزم مهارة عالية لإدارتها والتصدي لها. غير أن ذلك ليس بالأمر المتاح في كل الأوقات، فعادة أثناء الأزمة تكون الأطراف المعنية غير مستعدة، أو غير قادرة على المواجهة.[2]

## مفهوم الازمة

### لغة
أزم، أزماً، أزَم، تأزماً، وتأزم يعني أصابته أزمة، أزَم على الشيء أزْماً: أي: عضّ بالفم كله عضاً شديداً، وأزم الفرس على اللجام، وأزم فلان على كذا يعني لزمه وواظب عليه، وأزمت عليهم السنة أي اشتد قحطها. والأزمة تعني الشدة والقحط، والأزمة هو المضيق، ويطلق على كل طريق بين جبلين مأزم.
ومصطلح الأزمة (Crisis) مشتق أصلاً من الكلمة اليونانية (KIPVEW) أي بمعنى لتقرر (To decide).
أما في اللغة الصينية فكلمة أزمة تنطق (Ji-Wet) وهي عبارة عن كلمتين: الأولى تدل على (الخطر) والأخرى تدل على (الفرصة) التي يمكن استثمارها، وتكمن البراعة هنا في تصور إمكانية تحويل الأزمة وما تحمله من مخاطر إلى فرصة لإطلاق القدرات الإبداعية التي تستثمر الأزمة كفرصة لإعادة صياغة الظروف وإيجاد الحلول السديدة.
كان أول نشوء لمفهوم الأزمة كان في نطاق العلوم الطبية بحيث يرجع إلى المصطلح اليوناني (كرنيو) أي نقطة تحول..وهي لحظة مرضية محددة للمريض يتحول فيها إلى الأسوأ أو إلى الأفضل خلال فترة زمنية قصيرة نسبيا. ثم انتقل بعد ذلك إلى العلوم الإنسانية وخاصة علم السياسة وعلم النفس ثم الاقتصاد وخاصة بعد تفجر الأزمات الاقتصادية في العالم منذ أواخر الستينيات.
وعرفت الازمة في التخصصات الادراية بانها نوعاً من التوتر والحيرة لدى المسئولية داخل المؤسسة واثر ذلك علي الجوانب الإدارية واداء العاملين وكيان المؤسسة الاستراتيجي بقائها وعلاقتها بالجمهور والاهداف التي ترتبت عليها.
اما الازمة من الناحية الاجتماعية فهي تعرف علي انها خلل وعدم توازن في عناصر النظام الاجتماعي في ظل حالات من التوتر والقلق والشعور بالعجز لدى الافراد وعدم القدرة علي اقامة علاقات اجتماعية وانسانية وظهور قيم ومعايير اخلاقية مغاييرة للثقافة السائدة

## سماتها
وقد ذكر ستيف ألبرت (Steve Albert) في كتابه إدارة الأزمات ستة سمات تميز الأزمة وهي:
- المفاجأة: وتعني أن الأزمات تحدث بدون سابق إنذار، أو قرع للأجراس بل بشكل مفاجئ؛
- نقص المعلومات: وتعني عدم توفر معلومات عن المتسبب بهذه الأزمة، ويعود السبب إلى النقص في المعلومات، خصوصاً إذا كانت تحدث لأول مرة؛
- تصاعد الأحداث: عند حدوث الأزمات تتوالى الأحداث لتضييق الخناق على أصحاب القرار؛
- فقدان السيطرة: جميع أحداث الأزمة تقع خارج نطاق قدرة وتوقعات أصحاب القرار فتفقدهم السيطرة والتحكم بزمام الأمور؛
- حالة الذعر: تسبب الأزمة حالة من الذعر فيعمد صاحب القرار إلى إقالة كل من له علاقة بوقوع الأزمة، أو يلجأ إلى التشاجر مع معاونيه؛
- غياب الحل الجذري السريع: الأزمات لا تعطي مهلة أو فرصة لصاحب القرار حتى يصل إلى حل متأن، بل بسرعة لا بد من الاختيار بين عدد محدود من الحلول واختيار أقلها ضررا.

## خصائصها
- تمثل الأزمة نقطة تحول جوهر ينطوي على درجة من الغموض وعدم التأكد والمخاطرة؛
- تتطلب قرارات مصيرية لمواجهتها أو لحسمها؛
- تسبب حالة عالية من التوتر العصبي والتشتت الذهني وذلك لانطوائها على عنصر المفاجآت؛
- تهدد القيم العليا أو الأهداف الرئيسه للمنظمة؛
- تتسم أحداثها بالسرعة والديناميكية والتعقيد والتداخل، وقد يفقد أحد أطراف الأزمة أو بعضهم السيطرة على مجرياتها؛
- تتطلب الأزمة معالجة خاصة، وإمكانيات ضخمة.

## الفرق بين الأزمة والمفاهيم المشابهة
يلاحظ أن مصطلح «أزمة» يستعمل كثيرا من طرف الباحثين ووسائل الإعلام في غير موضعه، كما يتم الخلط عادة بينه وبين مصطلحات مشابهة، حيث هناك تعريفات لأهم المصطلحات التي قد تخلط مع مفهوم الأزمة:

### الحادث (Accident)
الحادث هو حالة فجائية غير متوقعة تحدث بصورة سريعة وتنتهى هذه الحالة فور انقضاء الحادث، بمعنى أنها لا تتسم بالاستمرارية. ولا يكون للحادث امتدادات وتتباعات جوهرية، وتختفى آثاره مع اختفاء نتائج وتداعيات الحدث. لذلك، فإن الأزمة قد تكون ناجمة عن حادث، وتكون أحد نتائجه، لكنها مع ذلك ليست الحادث نفسه.
مثلا يمكننا الحديث عن حادث سير بطريقة معزولة تنقضي بانقضاء الحادث، أو يمكن الحديث عن أزمة حوادث السير كظاهرة عامة تتسم بالاستمرارية والامتداد.

### المشكلة (Problem)
هي حالة من التوتر وعدم الرضا، الناجمين عن بعض الصعوبات، التي تعوق تحقيق الأهداف. وتتضح معالم المشكلة في حالة عدم تحقيق النتائج المطلوبة؛ ولذلك، تكون هي السبب الأساسي لحدوث حالة غير مرغوب فيها؛ بل تصبح تمهيداً لأزمة إذا اتخذت مسارا معقدا، يصعب من خلاله توقّع النتائج بدقة.
والأزمات في حقيقة الأمر هي مشكلات جوهرية وقوية وحادة يتم الشعور تجاهها بالانفعال والضغط الكبير، واستمرار هذه المشكلات يهدد بقاء المنظمة ويقضى على أهدافها ورسالتها ورؤيتها. أي أن العلاقة بين المشكلة والأزمة علاقة وثيقة الصلة فالمشكلة قد تكون هي سبب الأزمة ولكنها ليست هي الأزمة في حد ذاتها.

### الصدمة (Shock)
وهي شعور مفاجئ حاد، ناتج عن حادث غير متوقّع؛ وهو يجمع بين الغضب والذهول والخوف. لذلك، يمكن القول بأن الصدمة هي أحد الأعراض الأساسية الناجمة عن وقوع الأزمة، وهي تحدث عندما تنفجر الأزمة بصورة فجائية سريعة دون إنذار أو تمهيد. ويتطلب التعامل معها استيعاب تأثيرها، في أقل وقت ممكن حتى يمكن الوصول إلى جوهر ما نجم عنها؛ ما يخالف التعامل مع الأزمة، والذي يتركز في مواجهة جوهرها. أيضا، فإن الإحساس بالصدمة يكون احساسا سريعاً وطارئا يختفى ويزول بسرعة.

### الكارثة (Disaster)
الكارثة من كرث، بمعنى الغم. يقال فلان اشتد عليه وبلغ منه المشقة، والكارث هو الأمر المسبب للغم الشديد.
أما قاموس أكسفورد، فقد عرف الكارثة بأنها حدث يسبب دماراً واسعا ومعاناة عميقة، وهي سوء حظ عظيم.
كذلك، فإن الكارثة هي من أحد أكثر المفاهيم التصاقا بالأزمات، وقد ينجم عنها أزمة، ولكنها لا تكون هي أزمة بحد ذاتها، وتعبر الكارثة عن حالة مدمرة حدثت فعلا ونجم عنها ضرر في الأرواح أو الماديات أو كليهما.
وعرفها البعض بأنها حدث مروع يصيب قطاعا من المجتمع أو المجتمع بأكمله بمخاطر شديدة وخسائر مادية وبشرية، ويؤدي إلى ارتباك وخلل وعجز في التنظيمات الاجتماعية في سرعة الإعداد للمواجهة، وتعم الفوضى في الأداء على مختلف المستويات. وتتعدد أسباب الكوارث، فتكون طبيعية مثل: الزلازل والبراكين والحرائق الطبيعية؛ أو تكون بشرية مثل الصراعات الإدارية، أو تعدد المشكلات وتراكمها في كيان تنظيمي؛ وقد تكون صناعية ناتجة عن استخدام معدات تكنولوجية وأجهزة صناعية متخلفة. وتتطلب مواجهة الكارثة معونات على مستوى الدولة وربما تتطلب معونات دولية، وقد تكون الكارثة سبباً رئيسيا في إحداث الأزمات.
وعموما يمكن أن نلخص أهم الفروقات بين مفهومي الأزمة والكارثة على النحو التالي:
- الأزمة أعم وأشمل من الكارثة، فكلمة الأزمة تعني الصغيرة منها والكبيرة، المحلية والخارجية، أما الكارثة فمدلولها ينحصر في الحوادث ذات الدمار الشامل والخسائر الكبيرة في الأرواح والممتلكات؛
- في الأزمات نحاول اتخاذ قرارات لحل تلك الأزمات، وربما ننجح وربما نخفق، أما في الكارثة فإن الجهد غالبا ما يكون بعد وقوع الكارثة وينحصر في التعامل معها.

### الصراع (Conflict)
ينشأ الصراع بسبب تعارض الأهداف والمصالح، سواء بين الأشخاص، وبين الكيانات التنظيمية والاجتماعية المختلفة، ويعد مفهوم الصراع أكثر المفاهيم قرباً لمفهوم الأزمة فكثير من الأزمات يكون جوهرها صراع بين طرفين في المنظمة، أو بين المنظمة كطرف، وطرف خارج هذه المنظمة، وتنجم الأزمات عن التعارض والتناقض بين هذين الطرفين، لكن الفرق الجوهرى بين الصراع والأزمة أن الصراع لا يكون بنفس تأثير ونفس شدة الأزمة، من جانب آخر يكون الصراع أكثر وضوحاً من حيث أهدافه واتجاهاته وأبعاده وأطرافه، بينما تكون هذه العناصر غير محددة وغير معروفة بوضوح في الأزمة، ويتسم الصراع بطبيعة شبه دائمة في المنظمة، فهناك صراعات تتبدل وتتغير بين أطراف مختلفة وبين مستويات متعددة، بينما تبدأ الأزمة وتنتهى بسرعة وتترك وتخلف وراءها مجموعة من النتائج.

### الخلاف (Dispute)
وهو يدل على وجود حالة من التضاد والتعارض والمعارضة، وحالة من عدم التطابق في الشكل أو في المضمون. والخلاف يكون في أوقات كثيرة أحد الأسباب الرئيسية للأزمة، أو وجها من وجوه التعبير عنها أو باعثا على نشوئها واستمرارها، ولكنه ليس الأزمة في حد ذاتها.

المشكلة : تعرف المشكلة بأنها عائق أو مانع يحول بين الفرد والهدف الذي يسعى إلى تحقيقه، وتعبر عن حدث له شواهد وأدلة تنذر بوقوعه بشكل تدريجي غير مفاجئ .مما يساعد للتوصل إلى أفضل حل من بين عدة حلول ممكنة والعلاقة بين المشكلة والأزمة وثيق الصلة فالمشكلة قد تكون سبب الأزمة ولكن لن تكون هي الأزمة في حد ذاتها .
2-الأزمة: هي حدث مفاجئ غير متوقع مما يؤدي إلى صعوبة التعامل معه ومن ثم ضرورة البحث عن وسائل وطرق لادارة الموقف بشكل يقلل آثارة ونتائجه السلبية وايضا هي حالة مؤقتة من الاضطراب واختلال التنظيم تتميز بقصور الفرد في مواجهتها باستخدام طرق حل المشكلات .
1. الكارثة : وهي أحد المفاهيم التصاقا بالأزمات هي حالة مدمرة حدثت فعلا، ونجم عنها ضرر سواء في الماديات أو غير الماديات أو هما معا، والكوارث هي أسباب الأزمات ولكن لا تكون هي الأزمة في حد ذاتها والكارثة قد تكون لها أسباب طبيعية لا دخل للإنسان فيها

## مراحل الأزمة
يعتبر تحديد مراحل الأزمة عنصرا أساسيا وضرورة أكيدة لفهم مسارها وتحديد أبعادها بشكل دقيق. وقد تعددت تقسيمات الباحثين لمراحل الأزمة نظرا لاعتمادهم على معايير متنوعة. وعموما، فإن أغلب الأفكار في هذا المضمار تصب في نفس السياق تقريبا. لذلك فقد ارتأى الباحث تحديد مراحل الأزمة كما يلي:
- مرحلة ميلاد الأزمة؛
- مرحلة نمو الأزمة؛
- مرحلة نضج الأزمة؛
- مرحلة انحسار الأزمة؛
- مرحلة تلاشي الأزمة.

### أ. مرحلة ميلاد الأزمة
يطلق عليها مرحلة التحذير أو الإنذار المبكر، حيث تبدأ الأزمة الوليدة في الظهور لأول مرة في شكل إحساس مبهم ينذر بخطر غير محدد المعالم. ويعود هذا الأمر أساسا إلى غياب كثير من المعلومات حول أسبابها، تطوراتها أو المجالات التي سوف تخضع لها أو تمسها.
تحتاج مرحلة ميلاد الأزمة من صاحب القرار لتوفر متطلبات أساسية لمواجهتها والقضاء عليها قبل أن تنمو بشكل أكبر. ولعل من أبر هذه المتطلبات قوة وحسن إدراك متخذ القرار وخبرته في إفقاد الأزمة لمرتكزات النمو ومن ثم القضاء عليها في هذه المرحلة أو إيقاف نموها مؤقتا دون أن تصل حدتها لمرحلة الصدام.

### ب. مرحلة نمو الأزمة
تنمو الأزمة في حالة حدوث سوء الفهم لدى متخذ القرار في المرحلة الأولى (ميلاد الأزمة) حيث تتطور من خلال المحفزات الذاتية والخارجية التي استقطبتها الأزمة وتفاعلت معها. وفي مرحلة نمو الأزمة يتزايد الإحساس بها ولا يستطيع متخذ القرار أن ينكر وجودها نظرا للضغوط المباشرة التي تسببها .

### ج. مرحلة نضج الأزمة
تعتبر من أخطر مراحل الأزمة، إذ تتطور الأزمة من حيث الحدة والجسامة نتيجة سوء التخطيط أو ما تتسم به خطط المواجهة من قصور أو إخفاق. فعندما يكون متخذ القرار على درجة كبيرة من الجهل والاستبداد برأيه أو اللامبالاة، فإن الأزمة تصل إلى مراحل متقدمة حيث تزداد القوى المتفاعلة في المجتمع التي تغذي الأزمة بقوى تدميرية بحيث يصعب السيطرة عليها ويكون الصدام في هذه المرحلة محتوما .

### د. مرحلة انحسار الأزمة
تبدأ الأزمة بالانحسار والتقلص بعد الصدام العنيف الذي يفقدها جزءا هاما من قوة دفعها ويجعلها تختفي تدريجيا. غير أن بعض الأزمات تتجدد لها قوة دفع جديدة عندما يفشل الصراع في تحقيق أهدافه.لذلك ينبغي أن يكون لدى القيادة بعد نظر في مرحلة انحسار الأزمة قصد متابعة الموقف من كافة جوانبه. هذا الأمر يسمح بتجنب ظهور عوامل جديدة تبعث في الأزمة الحيوية وتجعلها قادرة على الظهور والنمو مرة أخرى بعد اختفائها التدريجي.

### هـ. مرحلة تلاشي الأزمة
تصل الأزمة إلى هذه المرحلة عندما تفقد بشكل كامل قوة الدفع المولدة لها أو لعناصرها حيث تتلاشى مظاهرها وتأثيراتها. وتمثل هذه المرحلة آخر مراحل تطور الأزمة التي تصل إليها بعد انحسارها وتقلصها التدريجي.

## أسباب نشوء الأزمات
تتعدد أسباب نشوء الأزمات وتتنوع، فلكل أزمة ملامحها الخاصة وكذلك أسبابها الخاصة. ولعل دراسة وتحليل كل أزمة على حدا تعتبر الوسيلة الفعالة لتحديد أسبابها المباشرة والغير مباشرة. بيد أن ذلك لا يمنع من محاولة إيجاد مقاربة عامة لأهم الأسباب المولدة للأزمات.

### أسباب مرتبطة بالعنصر البشري
الأسباب المتعلقة بالعنصر البشري تعني أساسا جملة الأسباب التي ترتبط بشخص معين أو مجموعة محدودة من الأشخاص الذين يؤثرون بقراراتهم أو سلوكهم على عمل المنظمة مما يعجل بظهور الأزمات وتفاقمها. من بين هذه الأسباب، يمكن ذكر ما يلي:
- سوء الفهم: الأزمات الناجمة عن سوء الفهم تكون دائما عنيفة، إلا أن مواجهتها تكون سهلة، وخاصة بعد تأكد سببها، الذي غالبا ما يرجع إلى المعلومات الناقصة، أو التسرع في إصدار القرارات، ولذلك تتضح أهمية الحرص على الدراسة الكاملة للمعلومات، قبل إصدار القرار؛
- عدم استيعاب المعلومات بدقة: حيث يشترط اتخاذ القرارات السديدة، استيعاب المعلومات وتفهمها بصورة صحيحة، إذ أن الخطأ في إدراكها وتداخل الرؤية سيكونان سبباً لنشوء أزمات عنيفة للكيان الإداري أو المشروع أو الدولة بسبب انفصام العلاقة بين ذلك الكيان والقرارات المتخذة؛
- سوء التقدير والتقييم: هو من أكثر أسباب نشوء الأزمات، وخاصة في حالة الاصطدام الناشئ عن الإفراط في الثقة غير الواقعية، واستمرار خداع الذات بالتفوق، فضلا عن سوء تقدير قدرات الطرف الآخر والتقليل من شأنه، ما يسفر عن سوء تقدير للموقف برمته. وتزداد التوازنات اختلالا إذا خادع الطرف الآخر نظيره، فعمد إلى حشد طاقاته والاستعداد الجيد للمواجهة التي يختار توقيتها الملائم ويحقق المفاجأة التي تصل إلى درجة الصدمة، فيفقد الطرف الأول توازنه ويلجأ إلى أساليب ارتجالية عشوائية تتمخض بأزمة.
- السيطرة على متخذي القرار: وتعني ابتزاز متخذ القرار وإيقاعه تحت ضغط نفسي ومادي واستغلال تصرفاته الخاطئة التي كان قد اقترفها وبقيت سرا لإجباره على القيام بتصرفات أكثر ضررا تصبح هي نفسها مصدرا للتهديد والابتزاز. وتعتبر السيطرة على متخذي القرار آلية أساسية لصناعة الأزمة وتستخدمها الكيانات العملاقة في تدمير الكيانات الصغرى والسيطرة عليها؛
- اليأس: هو شعور نفسي وسلوكي يشكل خطرا داهما على متخذي القرار إذ يحبطهم ويفقدهم الرغبة في العمل والتطور والتقدم، ويجعلهم في حالة رتيبة (الروتين). ويتفاقم الشعور باليأس فتتشكل حالة اغتراب بين الشخص والكيان وتصل إلى قمتها بانفصام مصلحتيهما.وتتطلب مواجهة هذا النوع من الأزمات إشاعة جو من الأمل من خلال تحسين ظروف العمل وتأمينها؛
- الأخطاء البشرية: وهي أحد أسباب نشوء الأزمات، سواء كانت في الماضي أو الحاضر أو المستقبل، وقد تكون عاملا من عوامل نشوء كارثة تتوالد منها أزمات عديدة؛
- عدم الثقة وعدم المساندة بين العاملين داخل المنظمة، مثل سيادة الأنانية والتفكير في النفس فقط، وجود حالة من اليأس والإحساس بعدم جدوى الشكوى، عدم المشاركة الكافية للعاملين في صنع القرارات وعدم الاعتراف بالأخطاء؛
- التنافس السلبى والنزاع الهدام بين العاملين داخل المنظمة.

### أسباب إدارية
تعتبر الأسباب الإدارية من بين أهم الأسباب القائمة وراء نشوء الأزمات وتطورها. وتعني عموما مجموعة الأسباب المرتبطة بالإدارة المسؤولة مباشرة عن الأزمة. من بين هذه الأسباب الأكثر شيوعا:
- ضعف الإمكانيات المادية والبشرية للتعامل مع الأزمات؛
- تجاهل إشارات الإنذار المبكر المشيرة إلى إمكانية أو احتمال حدوث أزمة مثل شكاوى العملاء؛
- الإدارة العشوائية الارتجالية: هذا الأسلوب من الإدارة لا يسبب الأزمات فقط، وإنما يساعد كذلك على تدمير الكيان نفسه ويكون باعثا على تحطيم قدراته وإمكانياته واستعداده لمواجهتها. فالإدارة العشوائية تنبثق من الجهل وغياب النظرة العلمية الإستراتيجية وتشجع الانحراف والتسيب وتجعل من متخذ القرار شخصا لا يؤمن بالتخطيط وأهميته. كما تساعد على إشاعة الصراع بين مصالح الإدارة ومصالح العاملين
- عدم وضوح أهداف المنظمة من قبيل عدم موضوعية تقييم الأداء، عدم وضوح الأولويات المطلوب تحقيقها، عدم معرفة العاملين بما هو مطلوب منهم وعدم وضع خطط مناسبة لمواجهة تحديات المستقبل؛
- القيادة الإدارية غير الملائمة داخل المنظمة؛
- الخوف الوظيفى داخل المنظمة، مثل ضعف أو غياب التفويض والتزام الصمت داخل المنظمة وعدم مشاركة العاملين في صنع القرارات؛
- ضعف العلاقات الداخلية بين العاملين داخل المنظمة.

### أسباب خارجة عن إرادة المنظمة
هذه الأسباب لا ترتبط أساسا بالعنصر البشري أو الإداري، بل تأتي عادة من مصادر خارجية مثل:
- الكوارث الطبيعية: وهي أحد أسباب نشوء الأزمات، مثل الزلازل والبراكين وغيرها من الكوارث التي يصعب التكهن بها والتحكم في أبعادها، وعادة ما يكون لها تداعيات سلبية على أداء المنظمة؛
- الشائعات: هي من أهم مسببات الأزمات وبواعثها، بل قد تكون مصدرها الأساسي، إن وظفت مقترنة بعدة حقائق ملموسة وبأسلوب متعمد ومضلل وفي توقيت ملائم وفي إطار بيئة محددة. ويتضح ذلك، من خلال الشائعات التموينية والعمالية الناجمة عن إشاعة تخفيض الأجور أو الاستغناء عن عدد من العمال. هذه الشائعات تسبب مظاهرات عمالية عنيفة تتطلب معالجتها حكمة بالغة تحول.
- استعراض القوة: تنتهج هذا الأسلوب الكيانات الكبيرة الرامية إلى تحجيم الكيانات الصغيرة الصاعدة. وكذلك، تلجأ إليه الكيانات الأصغر رغبة في قياس رد فعل الكيانات الأكبر حجما. وبذلك تبدأ عملية استعراض القوة، من دون حساب مسبق للنتائج، فتتولد الأزمات وتتفاقم مع تتابع الأحداث وتراكم النتائج؛
- تضارب المصالح: يعتبر تضارب المصالح وتباينها من الأسباب الرئيسية لنشوء الأزمات سواء على المستوى المحلي أو الدولي، بل على مستوى الوحدات الاقتصادية والإدارية كذلك. فإذا تضاربت المصالح بين الكيانات أو الأشخاص، برز الدافع إلى نشوء الأزمة، إذ سيعمل كل طرف على خلق الأزمات للطرف الآخر وسيسعى كل منهما لاستمرار استفحالها وضغطها على الجانب الآخر. وعلى الرغم من أنها قد تضر بكلا الطرفَين، إلا أن كلا منهما يسعى لأن يكون إضرارها بالآخر أشد.

## متطلبات إدارة الأزمات
أورد الباحثون في إدارة الأزمات عدة متطلبات منها:

### التخطيط للازمات
التخطيط متطلب أساسي مهم في عملية إدارة الأزمات حيث أن أفعالنا ما هي إلا رد فعل وشتّان ما بين رد الفعل العشوائي ورد الفعل المُـخطط له فمعظم الأزمات تتأزم لأنها أخطاء بشرية وإدارية وقعت بسبب غياب القاعدة التنظيمية للتخطيط فإن لم يكن لدينا خطط لمواجهة الأزمات فإن الأزمات سوف تنهي نفسها بالطريقة التي تريدها هي لا بالطريقة التي نريدها نحن. من خلال ما تقدم يتضح لنا أن التدريب على التخطيط للأزمات يُـعد من المسلّمات الأساسية في المنظمات الناجحة فهو يساهم في منع حدوث الأزمة أو التخفيف من آثارها وتلافى عنصر المفاجآت المصاحب لها. أيضًا يتبين لنا أن التخطيط يتيح لفريق عمل إدارة الأزمات القدرة على إجراء رد فعل منظم وفعّال لمواجهة الأزمة بكفاءة عالية الاستعداد لمواجهة المواقف الطارئة غير المخطط لها التي قد تصاحب الأزمة .

### نظام اتصالات داخلي وخارجي
أن أهمية وجود نظام اتصالات داخلي وخارجي فعّال يساعد على توافر المعلومات والإنذارات في وقت مبكر. حيث أنه قد انتشرت تكنولوجيا نظم المعلومات الجغرافية انتشارًا واسعًا وسريعًا على المستوى العالمي، خاصة في الدول المتقدمة خلال السنوات القليلة السابقة، كإحدى الوسائل الهامة المستخدمة في دعم اتخاذ القرار في المجالات المختلفة. فعلى سبيل المثال يمكن الاستفادة من جميع هذه الجهود والإمكانيات في بناء نظام معلومات متكامل للإنذار المبكر والتنبؤ بمخاطر السيول، حيث تعتبر السيول وما يترتب عنها من أخطار من أهم مشاكل البيئة الطبيعية في الصحارى العربية بصفة خاصة". تعقيبًا على المقال نرى أنه في الوقت الذي يتحدث فيه العلماء عن دور نظم المعلومات الجغرافية في التقليل من كوارث السيول عن طريق تنبئها بأحوال الطقس وبالتالي تفادي الكوارث الطبيعية لدى المنظمات وعن وجود مراكز التنبؤ والإنذار التابعة للمنظمات ووجود نظام الاتصالات السلكية واللاسلكية الواسع النطاق الذي يسمح لجميع المنظمات بتبادل البيانات والمعلومات من الأرصاد الجوية والذي يضمن التأهب ونشر التوقعات والإنذارات في توقيت مناسب لتفادي الأزمات، في هذا الوقت نفسه تطالعنا صحيفة الوطن في عددها (2019) يوم 10 أبريل 2006 عن وفاة خمسة من المواطنين وعمال في شركة اسمنت تهامة من جراء السيول التي اجتاحت المنطقة وأدت إلى قطع التيار الكهربائي وشبكات الاتصال الهاتفي سواء الثابت أو الجوال وتعطيل أجهزة الصرافة الآلية وانهيار العديد من الطرق وسقوط عدد من أعمدة الكهرباء واجتراف مزارع وأغنام في عدد من القرى والمحافظات مع انها سنوية ولا وجود لعنصر المفاجأة بها إلا إننا لا نحرك ساكناً إلا عند حدوث الأزمة مما يعني غياب تطبيق التخطيط العلمي وغياب إخضاع الأزمة للمنهجية العلمية تمامًا. أضف إلى ذلك التجربة اليابانية في النجاح والتغلب على أقسى أنواع الكوارث الطبيعية وهي الزلازل تثبت ونحن نعاني من سيول خطورتها ليست أخطر من الزلازل.

### التنبؤ الوقائي
يجب تبني التنبؤ الوقائي كمتطلب أساسي في عملية إدارة الأزمات من خلال إدارة سبّاقة وهي الإدارة المعتمدة على الفكر التنبؤي الإنذاري لتفادي حدوث أزمة مبكراً عن طريق صياغة منظومة وقائية مقبولة تعتمد على المبادأة والابتكار وتدريب العاملين عليها. ثبت صحة الفرضية هذه القائلة بأن طبيعة ومستويات الجاهزية في المنظمة تجاه الأزمات تتناسب طرديًا مع واقع الاتجاهات الوقائية أو العلاجية لدى العاملين في تلك المنظمة. حيث تم ايبات التناسب الطردي بين الحل الوقائي للأزمات والقدرة على مواجهة الأزمات بمستوى جاهزية عال. والحاجة لبلورة وتنفيذ برامج توعوية وقائية وعلاجية وتدريب للعاملين في المصارف في مجال إدارة الأزمات على هذه البرامج. مثال ذلك مشكلة الجراد وأثره التدميري الذي قد يتحول إلى ازمة موسمية. أيضًا أشارا دقامسة والأعرجي  أن النجاح في عملية إدارة الأزمات يتطلب عدة عوامل منها:
1. إيجاد وتطوير نظام إداري مختص يمكّن المنظمة من التعرف على المشكلات وتحليلها ووضع الحلول لها بالتنسيق مع الكفاءات المختصة.
2. العمل على جعل التخطيط للأزمات جزءًا هامًا من التخطيط الاستراتيجى.
3. ضرورة عقد البرامج التدريبية وورش العمل للموظفين في مجال إدارة الأزمات.
4. ضرورة التقييم والمراجعة الدورية لخطط إدارة الأزمات واختبارها تحت ظروف مشابهة لحالات الأزمات وبالتالي يتعلم الأفراد العمل تحت الضغوط.
5. التأكيد على أهمية وجود نظام فعّال للإنذار المبكر.
6. ضرورة عقد البرامج التدريبية وورش العمل للموظفين

## اساليب حل الأزمات والتعامل معها
هناك نوعان من أساليب حل الأزمات الأول معروف متداول، ويصطلح عليه بالطرق التقليدية، والثاني عبارة عن طرق لا تزال في معظمها، قيد التجريب ويصطلح عليها بالطرق غير التقليدية:

### الطرق التقليدية
وأهم هذه الطرق:
- انكار الأزمة: حيث تتم ممارسة تعتيم اعلامي على الأزمة وانكار حدوثها، واظهار صلابة الموقف وان الأحوال على احسن ما يرام وذلك لتدمير الأزمة والسيطرة عليها. وتستخدم هذه الطريقة غالبا في ظل الأنظمة الدكتاتورية والتي ترفض الاعتراف بوجود أي خلل في كيانها الإداري. وأفضل مثال لها انكار التعرض للوباء اواي مرض صحي وما إلى ذلك.
- كبت الأزمة: وتعني تأجيل ظهور الأزمة، وهونوع من التعامل المباشر مع الأزمة بقصد تدميرها.
- اخماد الأزمة: وهي طريقة بالغة العنف تقوم على الصدام العلني العنيف مع قوى التيار الازموي بغض النظر عن المشاعر والقيم الإنسانية.
- بخس الأزمة: أي التقليل من شأن الأزمة (من تأثيرها ونتائجها). وهنا يتم الاعتراف بوجود الأزمة ولكن باعتبارها أزمة غير هامة.
- تنفيس الأزمة: وتسمى طريقة تنفيس البركان حيث يلجأ المدير إلى تنفيس الضغوط داخل البركان للتخفيف من حالة الغليان والغضب والحيلولة دون الانفجار.
- تفريغ الأزمة: وحسب هذه الطريقة يتم ايجاد مسارات بديلة ومتعددة امام قوة الدفع الرئيسية والفرعية المولدة لتيارالأزمة ليتحول إلى مسارات عديدة وبديلة تستوعب جهده وتقلل من خطورته.

ويكون التفريغ على ثلاث مراحل:
- - أ. مرحلة الصدام: أو مرحلة المواجهة العنيفة مع القوى الدافعة للأزمة لمعرفة مدى قوة الأزمة ومدى تماسك القوى التي أنشأتها.
  - ب. مرحلة وضع البدائل: وهنا يقوم المدير بوضع مجموعة من الأهداف البديلة لكل اتجاه أو فرقة انبثقت عن الصدام. وهذه العملية تشبه إلى حد ما لعبة البليارد.
  - ج. مرحلة التفاوض مع أصحاب كل فرع أو بديل: أي مرحلة استقطاب وامتصاص وتكييف أصحاب كل بديل عن طريق التفاوض مع أصحاب كل فرع من خلال رؤية علمية شاملة مبنية على عدة تساؤلات مثل ماذا تريد من أصحاب الفرع الآخر وما الذي يمكن تقديمه للحصول على ما تريد وما هي الضغوط التي يجب ممارستها لاجبارهم على قبول التفاوض ؟،

- عزل قوى الأزمة: يقوم مدير الأزمات برصد وتحديد القوى الصانعة للأزمة وعزلها عن مسار الأزمة وعن مؤيديها وذلك من أجل منع انتشارها وتوسعها وبالتالي سهولة التعامل معها ومن ثم حلها أو القضاء عليها.

### الطرق غير التقليدية
وهي طرق مناسبة لروح العصر ومتوافقة مع متغيراته وأهم هذه الطرق ما يلي،:-
- طريقة فرق العمل: وهي من أكثر الطرق استخداما في الوقت الحالي حيث يتطلب الأمر وجود أكثر من خبير ومتخصص في مجالات مختلفة حتى يتم حساب كل عامل من العوامل وتحديد التصرف المطلوب مع كل عامل. وهذه الطرق إما أن تكون طرق مؤقتة أو تكون طرق عمل دائمة من الكوادر المتخصصة التي يتم تشكيلها، وتهيئتها لمواجهة الأزمات وأوقات الطوارئ.
- طريقة الاحتياطي التعبوي للتعامل مع الأزمات: حيث يتم تحديد مواطن الضعف ومصادر الأزمات فيتم تكوين احتياطي تعبوي وقائي يمكن استخدامه إذا حصلت الأزمة. وتستخدم هذه الطريقة غالبا في المنظمات الصناعية عند حدوث أزمة في المواد الخام أو نقص في السيولة.
- طريقة المشاركة الديمقراطية للتعامل مع الأزمات: وهي أكثر الطرق تأثيرا وتستخدم عندما تتعلق الأزمة بالأفراد أو يكون محورها عنصر بشري.وتعني هذه الطريقة الإفصاح عن الأزمة وعن خطورتها وكيفية التعامل معها بين الرئيس والمرؤوسين بشكل شفاف وديمقراطي.
- طريقة الاحتواء: أي محاصرة الأزمة في نطاق ضيق ومحدود ومن الأمثلة على ذلك الأزمات العمالية حيث يتم استخدام طريقة الحوار والتفاهم مع قيادات تلك الأزمات.
- طريقة تصعيد الأزمة: وتستخدم عندما تكون الأزمة غير واضحة المعالم وعندما يكون هناك تكتل عند مرحلة تكوين الأزمة فيعمد المتعامل مع الموقف، إلى تصعيد الأزمة لفك هذا التكتل وتقليل ضغط الأزمة.
- طريقة تفريغ الأزمة من مضمونها: وهي من انجح الطرق المستخدمة حيث يكون لكل أزمة مضمون معين قد يكون سياسيا اواجتماعيا أو دينيا أو اقتصاديا أو ثقافيا أو إداريا وغيرها، ومهمة المدير هي افقاد الأزمة لهويتها ومضمونها وبالتالي فقدان قوة الضغط لدى القوى الأزموية ومن طرقها الشائعة هي:
  - التحالفات المؤقتة
  - الاعتراف الجزئي بالأزمة ثم إنكارها.
  - تزعم الضغط الأزموي ثم توجيهه بعيدا عن الهدف الأصلي.
- طريقة تفتيت الأزمات: وهي الأفضل إذا كانت الأزمات شديدة وخطرة وتعتمد هذه الطريقة على دراسة جميع جوانب الأزمة لمعرفة القوى المشكلة لتحالفات الأزمة وتحديد اطار المصالح المتضاربة والمنافع المحتملة لأعضاء هذه التحالفات ومن ثم ضربها من خلال ايجاد زعامات مفتعلة وايجاد مكاسب لهذه الاتجاهات متعارضة مع استمرار التحالفات الأزموية. وهكذا تتحول الأزمة الكبرى إلى أزمات صغيرة مفتتة.
- طريقة تدمير الأزمة ذاتيا وتفجيرها من الداخل: وهي من أصعب الطرق غير التقليدية للتعامل مع الأزمات ويطلق عليها طريقة (المواجهة العنيفة) أو الصدام المباشر وغالبا ما تستخدم في حالة عدم توفر المعلومات وهذا مكمن خطورتها وتستخدم في حالة التيقن من عدم وجود البديل ويتم التعامل مع هذه الأزمة على النحو التالي:
  - ضرب الأزمة بشدة من جوانبها الضعيفة.
  - استقطاب بعض عناصر التحريك والدفع للأزمة
  - تصفية العناصر القائدة للأزمة
  - ايجاد قادة جدد أكثر تفهما
- طريقة الوفرة الوهمية: وهي تستخدم الأسلوب النفسي للتغطية على الأزمة كما في حالات، فقدان المواد التموينية حيث يراعي متخذ القرار توفر هذه المواد للسيطرة على الأزمة ولو مؤقتا.
- احتواء وتحويل مسار الأزمة: وتستخدم مع الأزمات بالغة العنف والتي لا يمكن وقف تصاعدها وهنا يتم تحويل الأزمة إلى مسارات بديلة ويتم احتواء الأزمة عن طريق استيعاب نتائجها والرضوخ لها والاعتراف بأسبابها ثم التغلب عليها ومعالجة افرازاتها ونتائجها، بالشكل الذي يؤدي إلى التقليل من اخطارها.

### المسببات الخارجية
اما إذا كانت الأزمة ناتجة عن مسبب خارجي فيمكن عندئذ استخدام الأساليب التالية:
- أسلوب الخيارات الضاغطة: مثل التشدد وعدم الإذعان والتهديد المباشر.
- الخيارات التوفيقية: حيث يقوم أحد الأطراف بإبداء الرغبة في تخفيف الأزمة ومحاولة إيجاد تسوية عادلة للأطراف.
- الخيارات التنسيقية: أي استخدام كلا الأسلوبين الأخيرين، أي التفاوض مع استخدام القوة.

## القطاع الحكومي وإدارة الازمات

### المدارس في إدارة الازمات
في أعقاب مذبحة المدرسة الثانوية في كولومبين، وهجمات 11 سبتمبر في عام 2001، وإطلاق النار في حرم الجامعات بما في ذلك مذبحة فرجينيا للتكنولوجيا، تركز المؤسسات التعليمية على جميع المستويات الآن على إدارة الأزمات.
أظهرت دراسة وطنية أجرتها جامعة أركنساس للعلوم الطبية (UAMS) ومعهد أبحاث مستشفى أركنساس للأطفال (ACHRI) أن العديد من مناطق المدارس العامة تعاني من أوجه قصور مهمة في خطط الطوارئ والكوارث. ورداً على ذلك، نظم مركز الموارد مجموعة شاملة من الموارد لمساعدة المدارس على تطوير خطط إدارة الأزمات. [بحاجة لمصدر]. تغطي خطط إدارة الأزمات مجموعة متنوعة من الحوادث بما في ذلك التهديدات بالقنابل وإساءة معاملة الأطفال والكوارث الطبيعية والانتحار وتعاطي المخدرات وأنشطة العصابات - فقط لإدراج عدد قليل منها. وبالمثل، تهدف الخطط إلى مخاطبة جميع الجماهير التي تحتاج إلى معلومات، بما في ذلك الآباء ووسائل الإعلام ومسؤولو إنفاذ القانون.

## الحكومات وإدارة الازمات
تاريخيا، لعبت الحكومات على جميع المستويات سواء المحلية والوطنية والوطنية - دورا كبيرا في إدارة الأزمات في بلادها. والواقع أن العديد من الفلاسفة السياسيين اعتبروا ذلك أحد الأدوار الأساسية للحكومة. فغالبًا ما تلعب خدمات الطوارئ، مثل إدارات الإطفاء والشرطة على المستوى المحلي، والحرس الوطني في الولايات المتحدة على المستوى الفيدرالي، أدوارًا أساسية في حالات الأزمات.
للمساعدة في تنسيق الاتصال أثناء مرحلة الاستجابة للأزمة، تدير وكالة إدارة الطوارئ الفيدرالية الأمريكية (FEMA) داخل وزارة الأمن الداخلي خطة الاستجابة الوطنية National Response Plan (NRP). حيث تهدف هذه الخطة إلى دمج الاستجابة العامة والخاصة من خلال توفير لغة مشتركة وتحديد تسلسل القيادة عند تعبئة أطراف متعددة. ويستند إلى فرضية أنه ينبغي معالجة الحوادث على أدنى مستوى تنظيمي ممكن. تعترف خطة الاستجابة الوطنية NRP بالقطاع الخاص كشريك رئيسي في إدارة الحوادث المحلية، لا سيما في مجال حماية البنية التحتية الحيوية واستعادتها.
NRP هو مصاحب للنظام الوطني لإدارة الحوادث، والذي يعمل كنموذج أكثر عمومية لإدارة الحوادث بغض النظر عن السبب أو الحجم أو التعقيد. وتقدم FEMA تدريبًا مجانيًا عبر الإنترنت على خطة الاستجابة الوطنية من خلال معهد إدارة الطوارئ.

### الشعب في إدارة الازمات
بدأت مجموعة من المحللين النفسيين الدوليين في عام 1994 بمشروع للمساهمة في إدارة الأزمات بمعنى إدارة النزاعات بين المجموعات الوطنية. أطلقوا على أنفسهم شركاء في مواجهة الفظائع الجماعية. بدأوا عملهم مع ما يسمى مؤتمرات الناصرة - بناء على نموذج مؤتمرات Leicesterconferences التي تم تطويرها من قبل معهد Tavistock.

## المنظمات المتخصصة
هناك عدد من الجمعيات الصناعية المهنية التي تقدم المشورة والافكار والأدبيا والاتصالات لاتجاه المتخصصين والأكاديميين منها:
- الرابطة الدولية لمديري الطوارئ (منظمة دولية) International Association of Emergency Managers
- جمعية إدارة التحول (منظمة دولية مع التركيز على دول أوروبا) Turnaround Management Society
- معهد تورنروند (إنجلترا) Institute for Turnaround
- جمعية إدارة تورنروند (منظمة دولية) Turnaround Management Association
- معهد توحيد إعادة هيكلة الشركات (ألمانيا) Institut für die Standardisierung von Unternehmenssanierungen
- معهد التعافي من الكوارث (معهد دولي) Disaster Recovery Institute

## إدارة أزمات المكتبات ومراكز المعلومات
لم ولن تكن المكتبات ومراكز المعلومات في يوم ما بمنأى ومعزل عن احتمالية وقوع كوارث أو أزمات بها. فالمكتبات على اختلاف أنواعها ومراكز المعلومات شأنها شأن أي منظمة أو مؤسسة في المجتمع معرّضة لحدوث أزمة أو كارثة ولكن يبقى السؤال هل المكتبات ومراكز المعلومات على استعداد لمواجهة احتمالية تعرضها لأزمات أو كوارث. إن تحديد الاستراتيجيات الوقائية من الكوارث أو الأزمات هو مماثل تمامًا لما يتم في المكتبة من تحديد مسبق لسياسة التزويد للمقتنيات، أو سياسة خدمات المعلومات التي سوف تقدمها للمستفيدين. فإن كل هذه السياسات تعتبر ناقصة، إذا لم تلحق بها سياسة خاصة بالكوارث والأزمات وخطة مفصلة للتعامل معها، وإجراءات تنفيذية واضحة". ولا تتوقف الاستراتيجيات الوقائية على الأفراد البيانات والنسخ الاحتياطية البديلة، مع تأمين خاص بالمقتنيات. والإستراتيجية الحقيقة لوقاية المكتبة من الكوارث والأزمات يجب أن تشمل رؤية واضحة للتأمين على جميع مكونات المكتبة، من خلال عقد تأميني شامل، يحقق تعويضًا مناسبًا للخسائر، التي يمكن أن تقع على المكتبة في حال وقوع كارثة ما.
توصلت دراسة إلى أن هناك ضعفا في البنية الأمنية لدى المكتبات المشاركة وذلك عبر غياب السياسات المكتوبة والممارسات المهنية المتخصصة في مجال أمن مرافق المعلومات، مثل غياب السياسات والخطط المكتوبة لدى كثير من المكتبات ومراكز المعلومات، إلى جانب بعض الممارسات والإجراءات المتعارف عليها بين العاملين ولكنها غير مكتوبة. كما يظهر تدني مستوى كفاءة الإجراءات الأمنية في المكتبات ومراكز المعلومات. من أبرز المشكلات والمعوقات الأمنية التي تعاني منها المكتبات التخريب المتعمد لمقتنيات المكتبة ومجموعاتها من قبل الرواد، وتعرض المقتنيات للسرقة، وجود تسربات مياه تؤدي إلى تعرض مقتنيات المكتبة للتلف، ووجود قوارض وحشرات تسببت في تلف مقتنيات المكتبة وأجهزتها، بجانب مشاكل التسليك الكهربائي. وأعاد المشاركون في الدراسة أسباب تلك المشكلات الأمنية إلى قلة عدد الموظفين المخصصين للمهام الأمنية، ونقص التجهيزات والوسائل الأمنية الآلية، وضعف المخصصات المالية، وضعف الاختبارات الدورية لإجراءات الأمن والسلامة في المكتبة، وقلة وعي المستفيدين من المكتبة وعدم التزامهم بالتعليمات، مع صعوبة التغيير في المكتبة والتوسع في بعض مرافقها لتلبية حاجة المستفيدين.
من الضرورة الحرص على إتباع سياسات أمن مكتوبة ومدروسة تتلاءم مع طبيعة العمل في المكتبة واحتياجاتها الخاصة، والسعي لتخصيص ميزانيات كافية للمتابعة الدورية للمكتبات وصيانتها وإعطاء موضوع الأمن والسلامة في المكتبات أهمية خاصة. فهذه المكتبات ومراكز المعلومات تكون في خانة رد الفعل التقليدي ولا وجود للفكر المبادر المُـخطط للأزمات قبل حدوثها. أن الإدارة العربية "هي منظمات تحاول تجنب المخاطر أو محاولة منعها فهي عبارة عن إدارة مهمتها منع وقوع المخاطر risk avoider وليس على الاستعداد والتهيؤ وامتلاك روح المبادرة والمجازفة لمجابهتها risk taker أي إدارة المحافظة على المكاسب وتجنب المخاطر.

## إدارة أزمة الحج
في أحد الدراسات عن ازمة الحج  أثبتت الدراسة أن توعية الحجاج من بلادهم يعتبر أحد الحلول الإستراتيجية للقضاء على أزمة الزحام عند رمي الجمرات. كما أن ظاهرة الزحام في الحج، وخاصة أثناء رمي الجمرات ما زالت تتكرر بشكل سنوي تقريبا ويذهب ضحيتها العديد من الحجاج كل عام وأكثر من 362 لقوا حتفهم في العام المنصرم. وايضا أن نسبة الحجاج الذين قدموا من ماليزيا بلغت خلال عام 1423هـ (4%) من إجمالي حجاج القارة ونسبة (3%) من إجمالي حجاج القارة عام 1424هـ. وقد أصيب منهم خلال نفس الفترة حاج (واحد) فقط أثناء رمى الجمرات. وهذا يعني أن حجاج ماليزيا من أكثر الحجاج تجنباً لمواقع وأوقات الزحام نتيجة لبرامج التوعية والتدريب العملي التي يتلقونها في بلادهم وبوقت كافي قبل وصولهم إلى السعودية لأداء فريضة الحج. وأنه من خلال المقابلات الشخصية مع بعض المسئولين أشاروا إلى أن الحجاج الماليزيين من أكثر الحجاج تنظيماً والتزاماً بتعليمات وزارة الحج والعمرة ومؤسسات الطوافة. ومن خلال دراسة وتحليل محتويات برامج التوعية والتدريب المنفذة في ماليزيا، أتضح أن ماليزيا أنشأت مؤسسة خاصة لشئون الحج عام 1959 حيث يقوم كل مواطن ماليزي مسلم منذ ولادته بدفع مبلغ معين لهذه المؤسسة سنوياً. على أن تقوم هذه المؤسسة باستثمار هذه المبالغ والصرف منها على الحاج الماليزي عند رغبته في أداء الحج، وجزء من هذه الأموال يصرف على توعية الحاج وتدريبه على أداء مناسك الحج بشكل آمن وصحيح.
إن برامج التوعية والتدريب هذه تشتمل على محاضرات وندوات نظرية عن أنظمة وتعليمات الحج متضمنة تدريب الحجاج على أداء مناسك الحج من خلال استخدام نظام المحاكاة virtual reality tour)) حيث تم تجهيز مواقع مماثلة تمامًا للمواقع التي يمر بها الحاج منذ وصولة لأداء فريضة الحج وحتى عودته إلي بلده. مثل تم بناء مجسم للكعبة وتدريب الحجاج على كيفية الطواف وكذلك موقع رمي الجمرات لتدريب الحجاج على الطريقة الآمنة والسليمة لرمي الجمرات وكيفية تجنب مواقع وأوقات الزحام. كما يتم اختبار الحجاج بعد تدريبهم لمعرفة مدى الاستفادة من تلك البرامج. أي أن الحاج الماليزي يأتي إلى المملكة العربية السعودية وقد تدرب عمليًا على كيفية أداء الحج. هذه البرامج التوعوية ساهمت مساهمة فاعلة في جعل الحجاج الماليزيين أقل عرضة للموت أو للإصابة أثناء أداء فريضة الحج وأثناء كوارث الزحام التي حدثت خلال السنوات السابقة موضع الدراسة فهم أكثر الحجاج تنظيماً وتنفيذاً للتعليمات وعلى وعي تام بجميع المراحل التي يمر بها أداء الحج. هنا يظهر مدى أهمية تطبيق إدارة الأزمات في الحج والتجربة الماليزية خير مثال على ذلك.[بحاجة لمصدر]

## ازمة تيلينول (جونوسون اند جونسون)
في 30 سبتمبر 1982 كانت شركة جونسون & جونسون على موعد مع أزمه كادت أن تعصف بالشركة، حيث توفيت سيدة نتيجةً لتناول عقار التيلينول الذي كان واحدا من أكثر الادوية المسكنة للألم مبيعا في الولايات المتحده والتي يتم صرفها للمرضى بدون وصفه طبيه، لقد كانت العبوات سهله الفتح ولقد أضيفت ماده سامه بفعل فاعل وتصدرت القصة عناوين الأخبار وكافه المحطات لمدة سته اسابيع متواصلة وأصاب الناس حالة من الهيستيريا والذي كان كافيا للقضاء على الشركة.
تم التعامل مع الازمة بقرارات من المدير التنفيذي للشركة جايمس بيورك بسحب العقار من السوق مخالفا كل النصائح التي طالبته بعدم فعل ذلك. وايضا طلب الناس بالتوقف فورا عن استعمال أي شكل من أشكال التيلينول وبدء في سحب الدواء وبلغ ما تم سحبه 31 مليون علبة تيلينول بتكلفه بلغت 100 مليون دولار، وأوقف كافه الاعلانات التجاريه وقام بفحص مرافق الإنتاج والتوزيع بحثا عن أي مواد سامه أو ملوثه. وبعد شهرين تم طرح المنتج في عبوات ثلاثية الاغلاق ومقاومه للتلاعب ثم طرح بعد ذلك على شكل كبسولات من الجل لكى يستحيل التلاعب بها.[بحاجة لمصدر]

## دراسة مقارنة
أشار جبر في دراسته إدارة الأزمات:
نظرة مقارنة بين النموذج الإسلامي والنموذج الياباني إلى كيفية معالجة الأزمات وفق نظام كانبان KANPAN الياباني. يوضح فيه إن المفهوم الجوهري لنظام كانبان يقوم على أساس محاكاة الأزمة Stimulate the crisis وخلقها لكي يبقى الإداريون والعمّال دائمًا في حالة التأهب جاهزين لعمل ما بوسعهم سواء أكانت هناك أزمة حقيقية أم لا، أي أنهم مستعدون على قدم وساق مفعمين بالنشاط والحيوية لمواجهة الاحتمالات غير المرغوبة.
فقد تدرب المدراء على تخيل أسوأ أنواع الاحتمالات مثل تذبذب المبيعات، وانقطاع التجهيز بالمواد الأولية، إضراب العمال والحرائق. هذا النوع من الأزمات قد يرتبط أو لا يرتبط بتهديد حقيقي، حيث يُـلاحظ أن رد الفعل المتولد عن تحفيز الأزمة ما هو إلا رد فعل إيجابي ونادرًا ما يؤدي إلى مخاوف تؤثر على الإنتاج أو تقلل الرغبة في العمل لدى العاملين.
وفي دراسة ميدانية لمدى توافر عناصر نظام إدارة الأزمات من وجهة نظر العاملين في الوظائف الإشرافية في أمانة عمّان الكبرى كشفت الدراسة عن "وجود خلل في نظام إدارة الأزمات في أمانة عمّان الكبرى، حيث وُجد هناك تباينًا في درجة توافر العناصر الأساسية التي تتصف بها الإدارة الناجحة للأزمات في مراحل النظام الخمس التي تمثل المنظور المتكامل لإدارة الأزمات وكانت توفر هذه العناصر بدرجة أعلى في المراحل التنفيذية والعلاجية (احتواء الأضرار واستعادة النشاط) منها في المراحل الوقائية والتخطيطية (الاستعداد والوقاية واكتشاف الإشارات)، مما يعني أن جهود إدارة الأزمات في أمانة عمّان الكبرى هي جهود علاجية ورد فعل في معظم الأحيان لما يحدث من أزمات مختلفة وبدرجة أكبر من كونها جهودًا وقائية واستعدادية لما يمكن حدوثه من الأزمات. وسبب وجود هذا الخلل في هذه المنظمة ومعظم المنظمات العربية إلى الثقافة السائدة بأن إدارة الأزمات هي مجابهة الأزمة عند حدوثها وليس الاستعداد لها قبل حدوثها وبالتالي اندفاع الجميع للحل أثناء الأزمة على طريقة "نظام الفزعات" بحسب تعبير الباحثان. وعليه فإن غياب التخطيط والوقائية يجسد الواقع المقلق لدى معظم منظمات العالم العربي فلا وجود للفكر التنبؤي كما في الشركات اليابانية الذي يصيغ منظومة وقائية معتمدًا على الابتكار والحلول الجذرية ومستخدمًا الطرق العلمية كالسيناريو والمحاكاة ويكون هدفه تجاوز الأزمة أو التقليل من أخطارها على اقل تقدير.

## اراء الغرب
جيري سيكيتش أجمل أهمية تخطيط إدارة الأزمات في كتابه (كافة المخاطر) حين كتب «لا تختبر أي إدارة اختبارا جيدا إلا في مواقف الأزمات». أيضًا يُـعتبر الإنسان أهم مورد في المنظمات لذا نرى أنه لا يوجد بديل لوجود أشخاص أكفاء لديهم خبرات عالية يمكنهم التصرف بسرعة وجدارة لإيجاد حلول جذرية لحل المشاكل الناتجة عن الأزمات. يجب على المدير التوجّه مباشرةً إلى العاملين في المنظمة وتقديم خطة الأزمات لهم طالبا دعم كل فرد منهم وعليه أن يدرب العاملين معه لاختبار واقعية الحلول الموضوعة، بحيث يتعود العاملون بمرور الوقت على التعامل مع الأزمات باعتبارها أحد مواقف العمل العادية ولا يركزون على الأزمة ذاتها مثل التجربة الماليزية واليابانية. يقول «إن أزمة إداراتنا هو عدم تبني إدارة الأزمات وتفعيلها كأحد الحلول الجذرية والمهمة للمنظمة في العالم العربي والإسلامي إلا في ما ندر». وأيضًا عدم تأصيل العلمية المنهجية قبل وأثناء التعامل مع الأزمات. علما هناك نوعان من المنظمات منظمات مستهدفة للأزمات CRISIS PRONE وأخرى مستعدة لمواجهة الأزمات CRISIS PREPARED. جملة القول من خلال ما تقدم يتضح لنا النوعان في المنظمات ورب سائل يسأل هل منظماتنا في حال الاستعداد أم الاستهداف لكن المتابع يجيب أن أي استعراض للأزمات المتكررة والمتعددة في واقعنا يبين لنا أنها في حال الاستهداف إلى أجل غير معلوم.

## دروس مستفادة من إدارة الازمات
- تأثير الكوارث على قيمة المساهمين

أكملت الدكتورة روري نايت والدكتورة ديبوراه بريتي عام 1996  واحدة من أهم الدراسات المعترف حول تأثير الكارثة على قيمة مخزون المنظمة. أجرت هذه الدراسة تحليلاً مفصلاً لسعر الأسهم (الأثر اللاحق) للمنظمات التي تعرضت للكوارث. حددت الدراسة المنظمات التي تعافت، بل وتجاوزت سعر سهم ما قبل الكارثة، (Recoverers)، وتلك التي لم تتعافى من سعر السهم، (غير المستردون). وكان متوسط الأثر التراكمي على قيمة المساهمين للمستردين 5٪ بالإضافة إلى قيمة الأسهم الأصلية. لذا كان التأثير الصافي على قيمة المساهمين في هذه المرحلة إيجابيًا بالفعل. ظل غير المستردون دون تغيير تقريبًا بين الأيام 5 و50 بعد الكارثة، لكنهم عانوا من التأثير التراكمي السلبي الصافي بنسبة 15 ٪ تقريبًا على سعر سهمهم حتى عام واحد بعد ذلك. أحد الاستنتاجات الرئيسية لهذه الدراسة هو أن «الإدارة الفعالة لعواقب الكوارث ستبدو عاملاً أكثر أهمية من ما إذا كان التأمين ضد الكوارث يحمي من الأثر الاقتصادي للكارثة». وعلى الرغم من وجود عناصر فنية في هذا التقرير، إلا أنه يوصى به بشدة لأولئك الذين يرغبون في إشراك إدارتهم العليا في قيمة إدارة الأزمات.
- الازمة هي فرصة

تحدث هيلبورغ في دراسة بأن كل أزمة هي فرصة لعرض شخصية المؤسسة والتزامها بوعد علامتها التجارية وقيمها المؤسسية. لمعالجة مثل هذا التأثير على المساهمين، يجب أن تنتقل الإدارة من عقلية تدير الأزمة إلى عقلية تولد قيادة الأزمة. وتتحدث الأبحاث أن العوامل المساهمة التنظيمية تؤثر على ميل المديرين التنفيذيين لتبني عقلية «أزمة كفرصة»crisis as opportunity" " هي فعالة. بما أن الضغط هو المسبب ونتيجة للأزمة على حد سواء، يمكن للقادة الذين يعملون بشكل جيد تحت الضغط أن يوجهوا المنظمة بشكل فعال خلال الأزمات.
ويتم التأكيد أن معظم المديرين التنفيذيين يركزون على الاتصالات والعلاقات العامة كإستراتيجية تفاعلية. في حين أن سمعة الشركة مع المساهمين والرفاه المالي والبقاء على المحك، فإن الضرر المحتمل للسمعة يمكن أن ينتج عن الإدارة الفعلية لقضية الأزمة.  بالإضافة إلى ذلك، قد تعاني الشركات من الركود حيث تحدد مجموعة إدارة المخاطر ما إذا كانت الأزمة «ذات دلالة إحصائية» بما فيه الكفاية. من ناحية أخرى، تعالج قيادة الأزمات على الفور الأضرار والآثار المترتبة على ظروف الشركة الحالية والمستقبلية، بالإضافة إلى فرص التحسين القادمة.

## كتب حول إدارة الأزمات

### باللغة العربية
- عباس رشدي العماري، «إدارة الأزمات في عالم متغير»، مركز الأهرام للترجمة والنشر، القاهرة، 1993.
- السيد عليوة، «إدارة الأزمات والكوارث»، مركز القرار للاستشارات، القاهرة، 1997.
- السيد عليوة، «إدارة الصراعات الدولية، دراسة في سياسات التعاون الدولي»، الهيئة المصرية العامة للكتاب، القاهرة، 1988.
- محسن أحمد الخضيري، «إدارة الأزمات»، مكتبة مدبولي، القاهرة، 1997.
- الأزمات وحلولها للكاتب : محمد الحسيني الشيرازي 1999 دار مركز الرسول الأعظم للتحقيق والنشر
- القيادة في الأزمات للكاتب : داني كوكس وجون هوفر دار النشر بيت الأفكار الدولية
- إدارة الازمات والكوارث، للكاتب : فاروق عمر عبد الله العمر - دار قرطاس للنشر
- إدارة الازمات الادارية، للكاتب : زاهد محمد ديري، دار الابتكار للنشر والتوزيع 2017
- إدارة الأزمات، للكاتب : زيد عبوي، 2006 دار كنوز المعرفة العلمية للنشر

### باللغة الإنجليزية
- Barton، L. (2007). Crisis leadership now: A real-world guide to preparing for threats, disaster, sabotage, and scandal. New York, NY: McGraw-Hill.
- Borodzicz، Edward P. (2005). Risk, Crisis and Security Management. West Sussex, England: John Wiley and Sons Ltd.
- Bossu, Gilles, Mazet-Roux. and Roussel. Citizen Seismology or How to Involve the Public in Earthquake Response in Comparative Emergency Management: Examining Global and Regional Responses to Disasters. Editors: D. M. Miller and J. Rivera. Auerbach/Taylor and Francis Publishers. pp. 237–259 2011
- Coombs، W. T. (2006). Code Red in the Boardroom: Crisis Management as Organizational DNA. Westport, CT: Praeger.
- Crump، Jeffrey (2019). Cyber Crisis Management Planning: How to reduce cyber risk and increase organizational resilience. ص. 11. ISBN:978-0-578-52310-1.
- Davidson، M.N. (1999). The role of emotion in negotiation: The impact of anger. In R.J. Bies, R.J. Lewicki, B.H. Sheppard, (Eds.), Research on Negotiation in Organizations. Greenwich, CT: JAI Press Inc.
- Dezenhall، E. (2003). Nail 'em!: Confronting high-profile attacks on celebrities & businesses. Amherst, New York: Prometheus Books.
- Dezenhall, E.؛ Weber, J. (2007). Damage control: Why everything you know about crisis management is wrong. Portfolio Hardcover.
- Erickson، Paul A. (2006). Emergency Response Planning for Corporate and Municipal Managers (ط. 2nd). Burlington, MA: Elsevier, Inc.
- Friedman، R.A. (1999). The role of emotion in negotiation: The impact of anger. In R.J. Bies, R.J. Lewicki, B.H. Sheppard, (Eds.), Research on Negotiation in Organizations. Greenwich, CT: JAI Press Inc.
- Groom، S.A.؛ Fritz, J.H. (2011). Communication ethics and crisis: Negotiating differences in public and private spheres. Madison, New Jersey: Fairleigh Dickinson University Press.
- Mitroff، Ian I.؛ Gus Anagnos (2000). Managing Crises Before They Happen: What Every Executive Needs to Know About Crisis Management. New York: AMACOM.
- Mitroff، Ian I. (2003). Crisis Leadership: Planning for the Unthinkable. New York: John Wiley.
- Mitroff، Ian I. (2005). Why Some Companies Emerge Stronger And Better From a Crisis: Seven Essential Lessons For Surviving Disaster. New York: AMACOM.
- Department of Homeland Security, Federal Emergency Management Agency (سبتمبر 2007). "National Response Plan". مؤرشف من الأصل في 2007-10-30.
- Shrivastava، Paul (1987). Bhopal:Anatomy of a crisis. New York: Ballinger. مؤرشف من الأصل في 2022-04-10.
- Smith، Larry؛ Dan Millar, PhD (2002). Before Crisis Hits: Building a Strategic Crisis Plan. Washington, DC: AACC Community College Press.
- Smith، Larry؛ Dan Millar, PhD (2002). Crisis Management and Communication; How to Gain and Maintain Control (ط. 2nd). San Francisco, CA: International Association of Business Communicators.
- Ulmer، R. R.؛ Sellnow, T. L.؛ Seeger, M. W. (2006). Effective crisis communication: Moving from crisis to opportunity. Thousand Oaks, CA: Sage Publications.